# Mizquedelphys
Mizquedelphys — вимерлий рід опосумів (Didelphimorphia), що жили в пізній крейді Болівії.